# Rémy Alphonse Chabord
Pour le peintre français, voir Joseph Chabord.
Rémy-Alphonse Chabord, né le 22 janvier 1867 à Limoges et mort le 31 janvier 1941 à Pau, est un général de division français.

## Biographie
Il est né le 22 janvier 1867 à Limoges. Il étudie à l'École polytechnique à Paris. Il intègre l'École spéciale militaire de Saint-Cyr en 1887. Lieutenant le 15 décembre 1891, Capitaine le 17 avril 1898, il est nommé chef de bataillon le 24 décembre 1910.
Lieutenant-colonel le 1er novembre 1914, il prend ensuite le commandement du 18e régiment d'infanterie.
Colonel le 11 août 1916, il commande à compter de septembre 1916 la 28e brigade d'infanterie.
Général de brigade à titre temporaire le 10 juin 1918, il commande la 12e division d'infanterie. Nommé à titre définitif en décembre 1918, il commande ensuite la 67e Brigade d'infanterie à compter de janvier 1919.
Il commande ensuite la Division tchécoslovaque (mai 1919 - mars 1921) puis l'Aéronautique de l'armée française du Rhin (mars 1921 - janvier 1929). 
Il est nommé  général de division le 22 septembre 1925. Atteint par la limite d'âge, il prend sa retraite le 22 janvier 1929.
Il est mort le 31 janvier 1941 à Pau.

## Distinctions et hommages

### Décorations

#### Décorations françaises
- Grand officier de la Légion d'honneur (12 juillet 1929)
  -  Commandeur de la Légion d'honneur (12 juillet 1923)
  -  Officier de la Légion d'honneur (18 juin 1917)
  -  Chevalier de la Légion d'honneur (6 décembre 1913)
- Croix de guerre 1914–1918 avec 3 palmes

#### Décorations étrangères
- Croix de guerre ( Belgique)
- Commandeur de l’Aigle Blanc ( Serbie)
- Croix de Guerre 1918 ( Tchécoslovaquie)